# The Hard Times
The Hard Times (укр. Важкі часи) — це сатиричний вебсайт, присвячений панку (особливо гардкор-панку та скримо першої хвилі), альтернативній музиці та  культурі міленіалів, заснований у 2014 році колишнім музичним редактором SF Weekly Меттом  Сейнкомом, його братом Ед Сейнкомом і коміком Біллом Конвеєм. За стилем The Hard Times порівнювали із виданнями The Onion, ClickHole і Reductress, відзначаючи його специфіку та привабливість.
The Hard Times також видає Hard Drive, сатиричний вебсайт, присвячений відеоіграм, проводить стендап-комедії на музичних фестивалях і випускає подкасти.
Вміст, опублікований The Hard Times, зазвичай вірусно поширюється через залучення в соціальних мережах, таких як Facebook. Сайт має в середньому від 2 до 6 мільйонів переглядів на місяць.